# Per amor del cielo
Per amor del cielo è un album del cantautore Bobo Rondelli, prodotto artisticamente da Filippo Gatti, registrato e mixato da Francesco Gatti all' Ortostudio (Montorgiali - Scansano), prodotto da Live Global nel 2009.
In questo disco Bobo Rondelli è in vesti cantautorali sommesse e malinconiche. Quest'album ha concorso come finalista nella categoria Album dell'anno di cantautori non esordienti all'edizione 2009 del Premio Tenco.

## Tracce
1. Viaggio di autunno – 3:13
2. Per amor del cielo – 3:14
3. Soffio d'angelo – 2:47
4. La marmellata – 3:34
5. Madame Sitrì – 4:08
6. Mia dolce anima – 3:02
7. Il cielo è di tutti – 3:29
8. Licantropi – 4:42
9. Niente più di questo l'amore – 4:10